# 사암디블러
사암디블러(Pseudantechinus bilarni)는 주머니고양이과에 속하는 유대류의 일종이다. "사암가짜안테키누스"와 "사암안테키누스", "하니안테키누스", "북부디블러" 등으로도 불린다. 작은 식충성 유대류이며, 오스트레일리아 노던 준주에 군데군데 서식한다.

## 분류
사암디블러는 1948년 발견되었고, 아넴 랜드에 대한 미국-오스트레일리아 탐사대가 표본을 수집했다. 학명은 1954년 처음 기술했고, 탐사에 참가한 오스트레일리아 작가 겸 박물학자 빌 하니(Bill Harney)의 오스트레일리아 원주민의 발음을 따서 "빌라르니"(bilarni)라고 명명했다.
한때는 안테키누스속(Antechinus)으로 분류했고, 오랫동안 디블러속(Parantechinus)에 속하는 종으로 간주했다. 디블러속은 현재 단일종만을 포함하고 있으며, 이 종은 전통적으로 오스트레일리아 서남부 지역에서 디블러(Parantechinus apicalis)라고 알려져 있다.
사암디불러는 최근에 가짜안테키누스속(Pseudantechinus)로 옮겨졌고, 가짜안테키누스속에 속하는 6종 중의 한 종이다.

## 특징
식충성 동물이며, 대부분의 다른 주머니고양이과 동물들처럼 대부분의 수컷들이 번식기가 지난 후에 탈진하여 죽지만, 일부 다른 종들과 달리 암수컷 모두 약 25%는 이듬해까지 살아남는다.
부분적인 주행성 동물이며, 가짜엔테키누스속의 다른 종들과 달리 주둥이 아주 길고 좁으며 털은 좀더 회색빛을 띤다. 번식기는 5월부터 7월까지이다.

## 서식지
사암가짜엔테키누스는 노던 준주의 톱 랜드와 카펜타리아 만 주변의 바위 지역에서 발견된다. 마친바 섬의 해안가 암반 지대에서도 서식한다.